# Collegio elettorale di Itiri
Il collegio elettorale di Itiri è stato un collegio elettorale uninominale del Regno di Sardegna. Fu istituito con la nuova ripartizione dei collegi dell'isola emanata nel 1856. Sostituiva il collegio di Sassari III. Era diviso in tre sezioni. La prima comprendeva Itiri con Bannari, Bessude e Siligo, la seconda Ossi e la terza Ploaghe.

## Dati elettorali
Nel collegio si svolse solo le votazioni per la sesta legislatura. In seguito il territorio fu inserito nel collegio di Sassari..

### VI legislatura
Le votazioni si svolsero in 204 collegi uninominali a doppio turno dopo la modifica dei collegi della Sardegna nel 1856; venne applicata la normativa del 1848 (al primo turno un numero di voti maggiore di un terzo degli iscritti).
| Partito                            | Partito                            | Candidato                          | Primo turno 15 novembre 1857 | Primo turno 15 novembre 1857 | Ballottaggio 19 novembre 1857 | Ballottaggio 19 novembre 1857 |
| Partito                            | Partito                            | Candidato                          | Voti                         | %                            | Voti                          | %                             |
| ---------------------------------- | ---------------------------------- | ---------------------------------- | ---------------------------- | ---------------------------- | ----------------------------- | ----------------------------- |
|                                    | —                                  | Pietro Solinas                     | 115                          | 47,33                        | 249                           | 65,87                         |
|                                    | —                                  | Giuseppe Serra-Serra               | 128                          | 52,67                        | 129                           | 34,13                         |
|                                    |                                    |                                    |                              |                              |                               |                               |
| Iscritti                           | Iscritti                           | Iscritti                           | 578                          | 100,00                       | 578                           | 100,00                        |
| ↳ Votanti (% su iscritti)          | ↳ Votanti (% su iscritti)          | ↳ Votanti (% su iscritti)          | 344                          | 59,52                        | 379                           | 65,57                         |
| ↳ Voti validi (% su votanti)       | ↳ Voti validi (% su votanti)       | ↳ Voti validi (% su votanti)       | 243                          | 70,64                        | 378                           | 99,74                         |
| ↳ Schede non valide (% su votanti) | ↳ Schede non valide (% su votanti) | ↳ Schede non valide (% su votanti) | 101                          | 29,36                        | 1                             | 0,26                          |
| ↳ Astenuti (% su iscritti)         | ↳ Astenuti (% su iscritti)         | ↳ Astenuti (% su iscritti)         | 234                          | 40,48                        | 199                           | 34,43                         |